# Erioptera dama
Erioptera dama là một loài ruồi trong họ Limoniidae. Chúng phân bố ở miền Cổ bắc.